# Pfarrkirche Pfarrwerfen

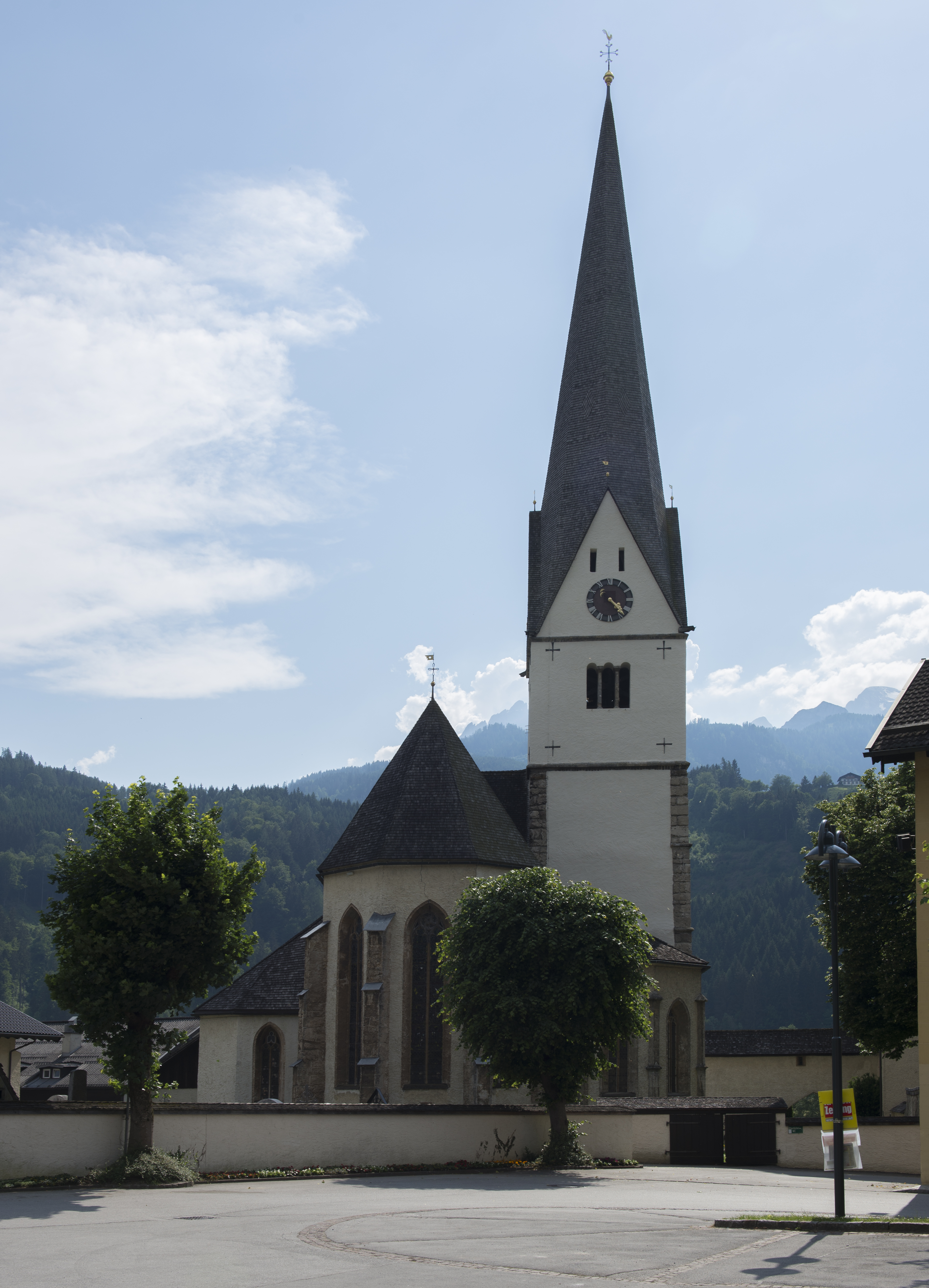
Katholische Pfarrkirche hl. Cyriak in Pfarrwerfen

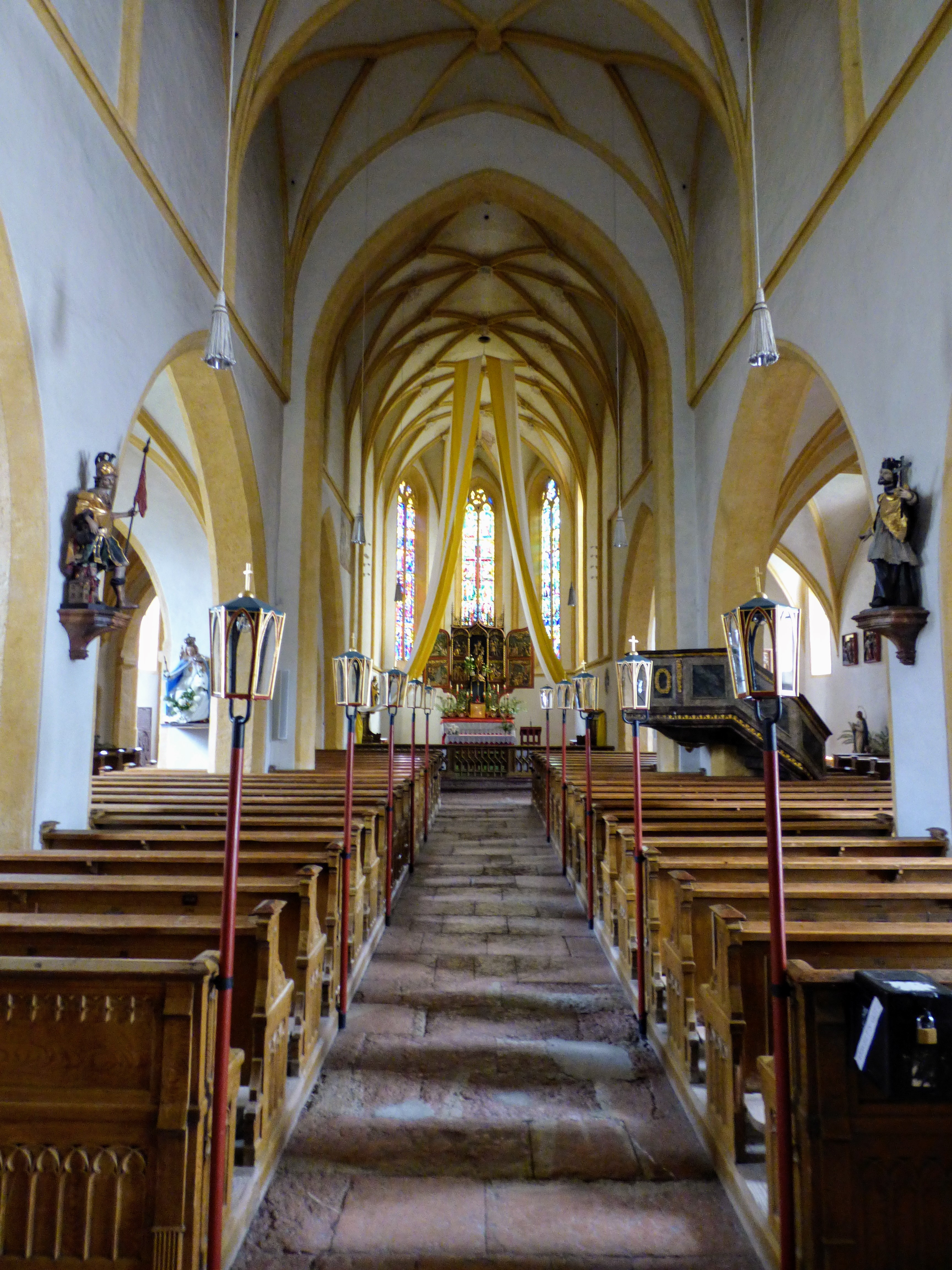
Kircheninneres

Die römisch-katholische Pfarrkirche Pfarrwerfen steht in der Marktgemeinde Pfarrwerfen im Bezirk St. Johann im Pongau im Land Salzburg. Die Pfarrkirche hl. Cyriak gehört zum Dekanat Altenmarkt in der Erzdiözese Salzburg. Die Kirche steht unter Denkmalschutz (Listeneintrag).

## Geschichte
Die Pfarrkirche Pfarrwerfen und der Pfarrhof stammen in der heutigen Form aus dem 15. und 16. Jahrhundert. In dieser Zeit wurde die ursprünglich romanische Kirche in mehreren Bauphasen umgebaut und erneuert. Das Mittelschiff wurde erhöht, ein Netzrippengewölbe wurde eingezogen, der Chor erweitert, die westliche Vorhalle errichtet und die Nothelferkapelle am linken Seitenschiff angebaut.
Die erste Kirche an dieser Stelle stammte aus dem 12. Jahrhundert.

## Architektur
Die Kirche steht im Zentrum von Pfarrwerfen auf einer Anhöhe und ist vom Friedhof umgeben. Zusammen mit der offenen Vorhalle im Westen und dem durch einen Schwibbogen verbundenen Pfarrhof bildet sie eine Baugruppe. Im Norden hat sie einen Turm. Es handelt sich um eine dreischiffige Pseudobasilika, also ohne Obergaden, aber mit einem erhöhten Mittelschiff mit zwei niedrigen Seitenschiffen.

## Ausstattung

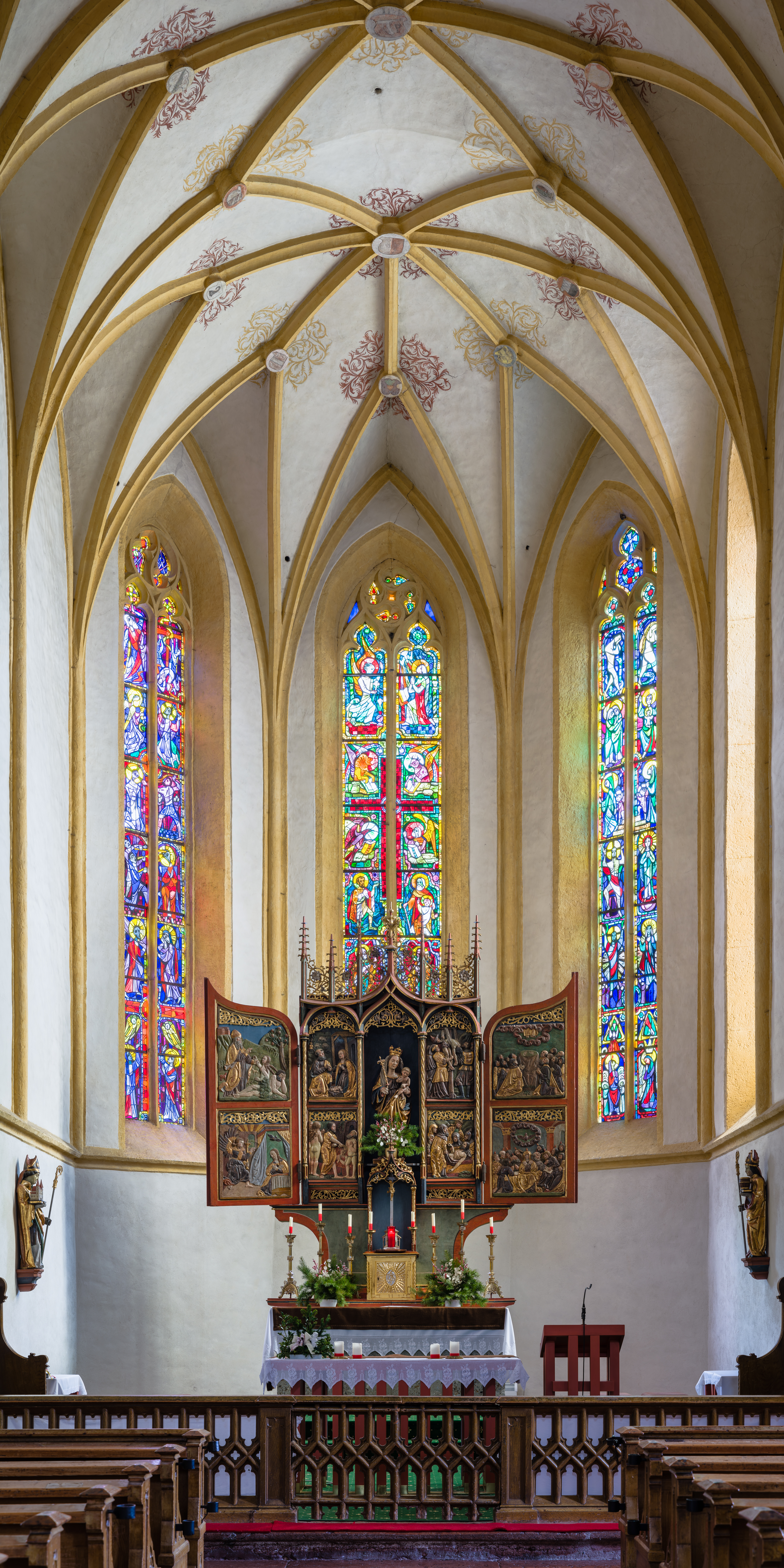
Innenraum und Hochaltar

Das monumentale Fresko des hl. Christopherus stammt aus dem frühen 16. Jahrhundert, es wurde 1998 renoviert.
Die drei spätgotischen Flügelaltäre wurden unter Verwendung des erhaltenen Bestandes im Rahmen der Renovierung ab 1851 aufgestellt.
Der Hochaltar geht auf einen im 16. Jahrhundert entstandenen Flügelaltar zurück. Die zentrale Statue der Madonna mit Kind entstand um 1500, die bei geöffneten Flügeln sichtbaren Reliefs zwischen 1560 und 1580. Die bei geschlossenen Flügeln sichtbaren Bildtafeln schuf der Lienzer Maler Andrä Peuerweg († 1592). Der heutige Aufbau ist neugotisch aus dem Jahr 1865.
Der Nothelfer-Altar im linken Seitenschiff aus der Werkstatt des Gordian Guckh wurde um 1520 geschaffen. Die originalen Flügel wurden 1987 gestohlen und sind seitdem durch Nachbildungen ersetzt.
Der Heilige-Sippe-Altar im rechten Seitenschiff zeigt im erneuerten Aufbau die originalen Statuen und Reliefs, die um 1520 geschaffen wurden.

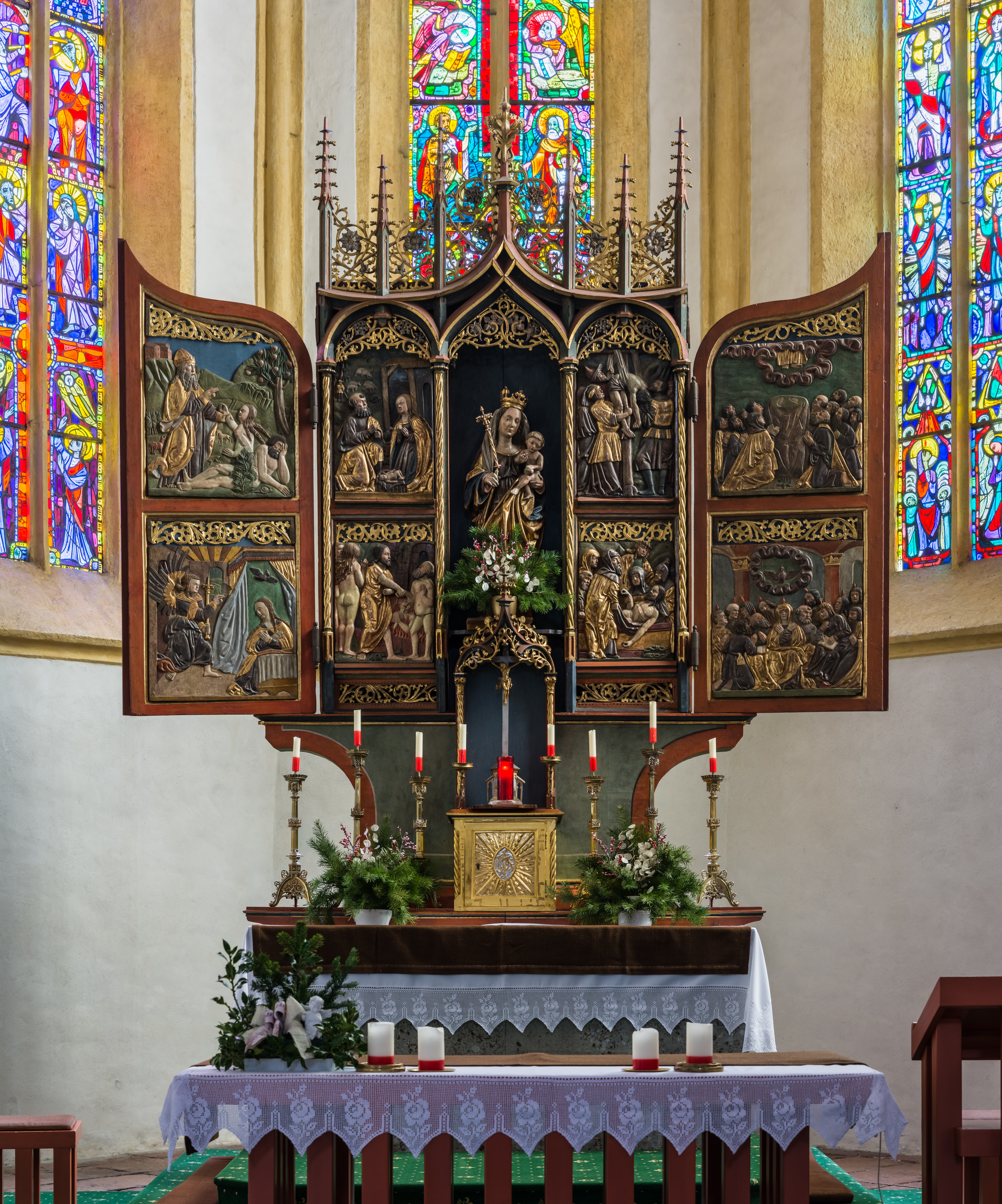
Hochaltar
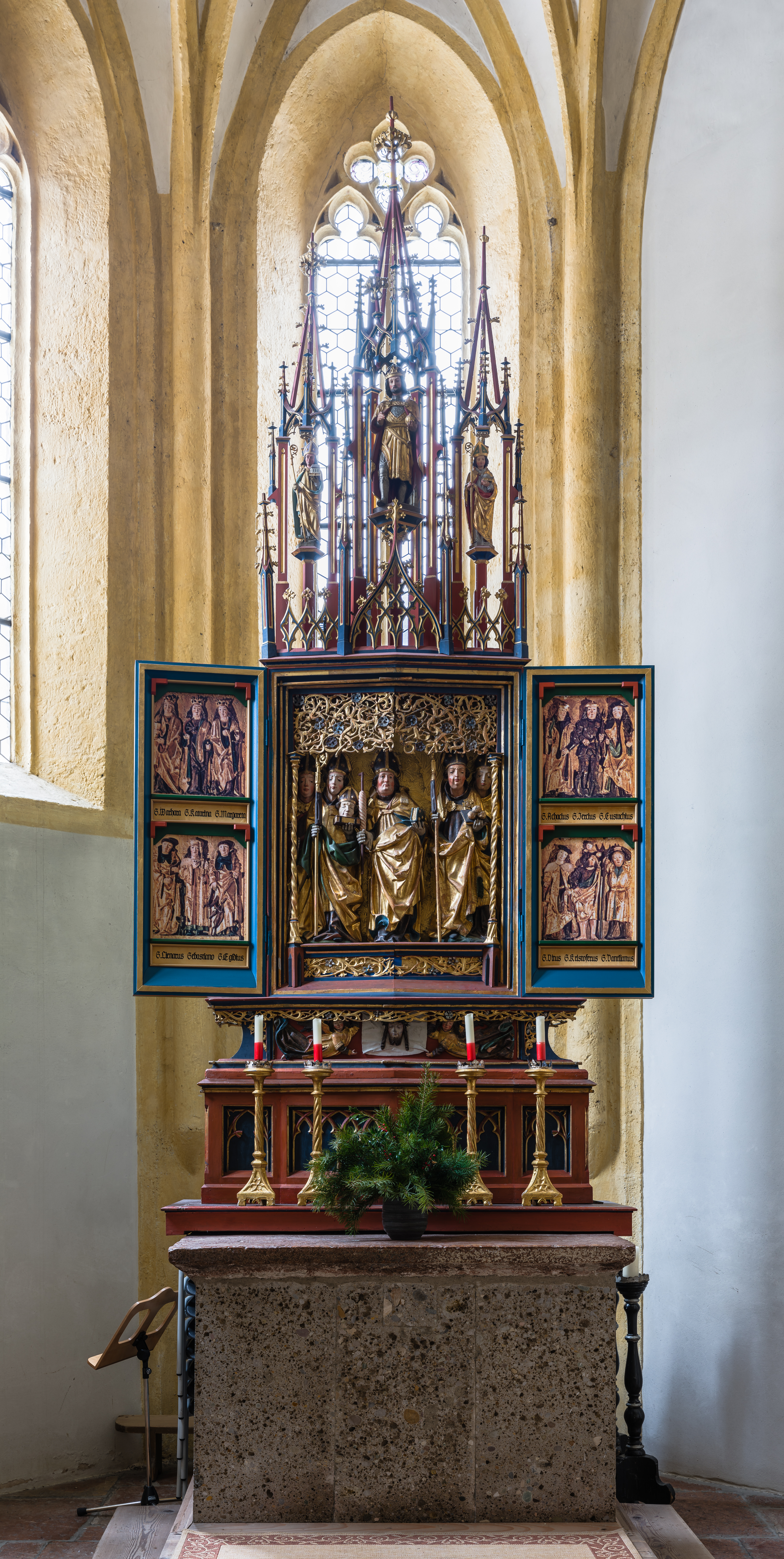
Nothelfer-Altar
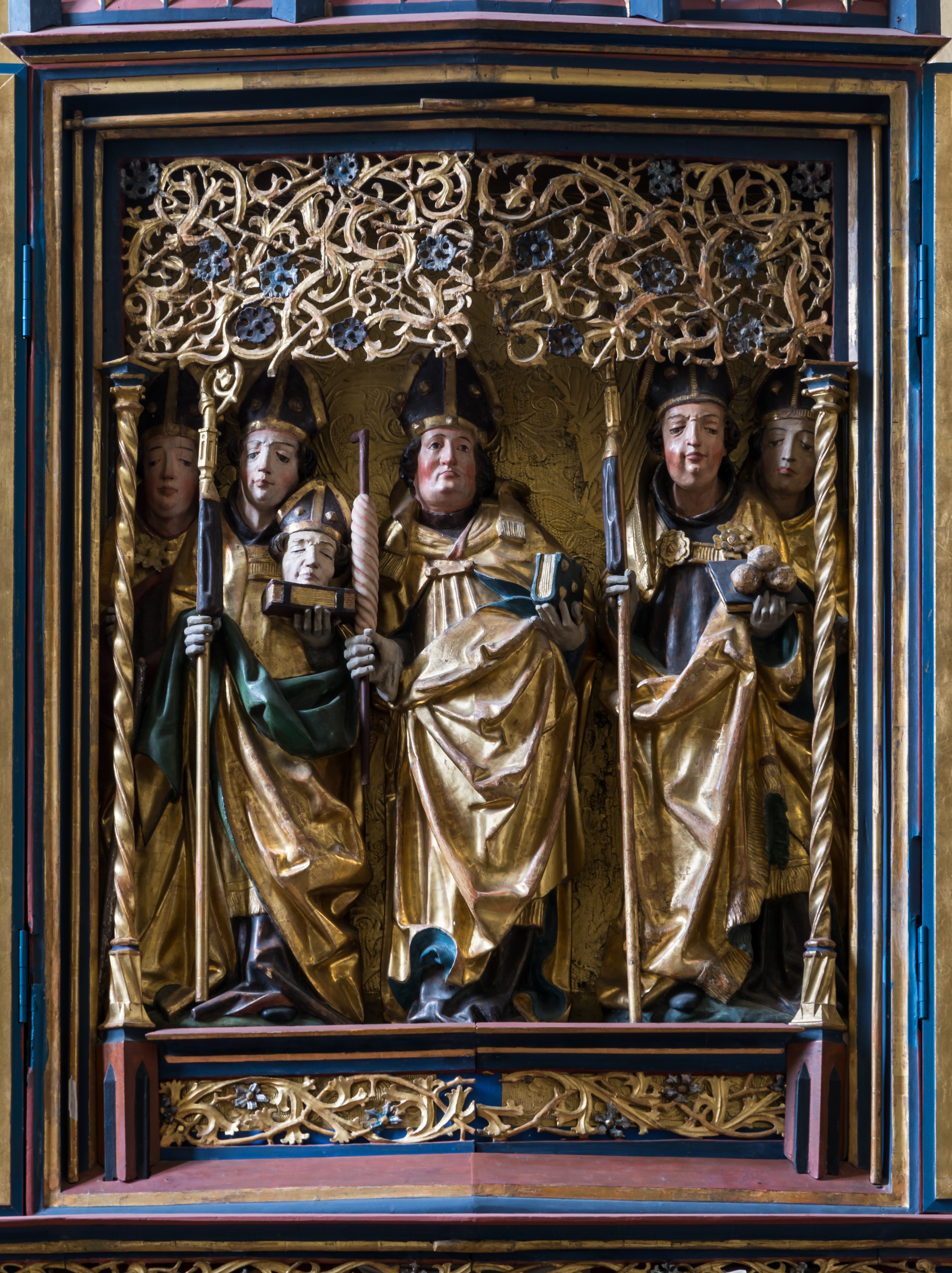
Schrein des Nothelfer-Altars
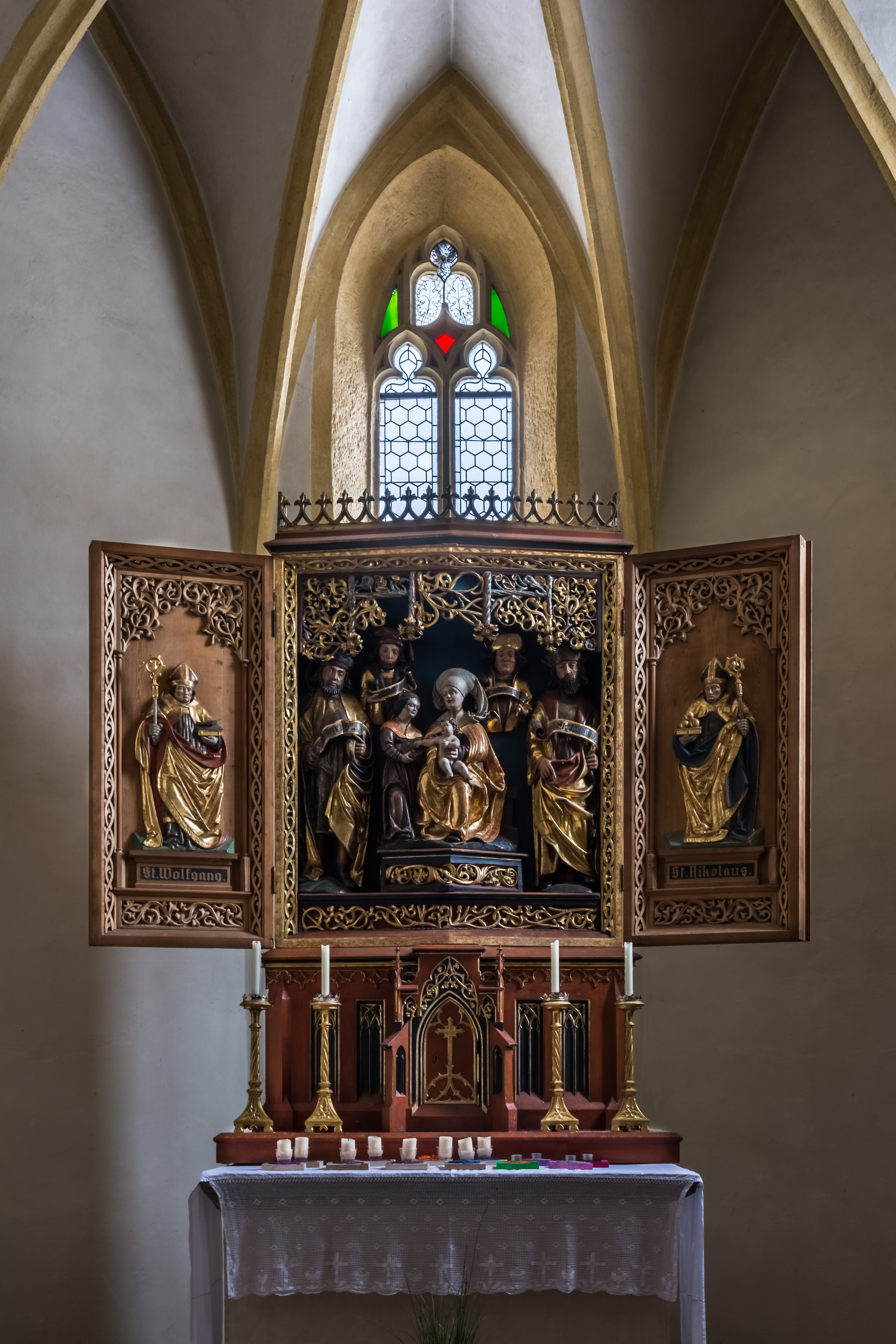
Heilige-Sippe-Altar

## Orgel

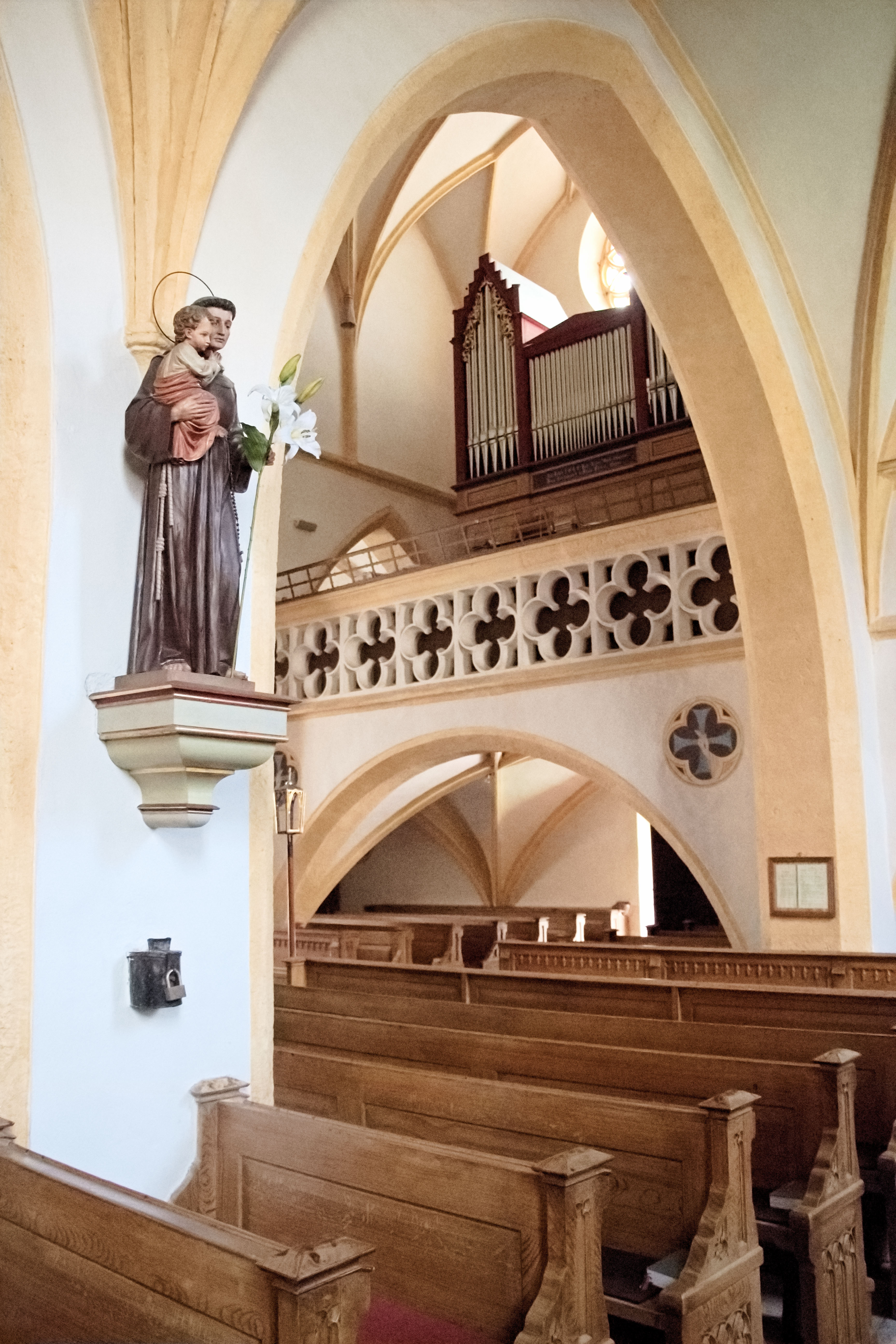
Matthäus I. Mauracher-Orgel, 1861

Die Orgel mit 12 Register auf zwei Manualen und Pedal schuf Matthias Mauracher im Jahr 1861, sie ist weitgehend original erhalten. Die letzte Restaurierung des Instruments wurde 2015 von Orgelbaumeister Roland Hitsch (Koppl) durchgeführt.

### Disposition
| I. Manual C–f3 |               |     |
| 1.             | Bourdon       | 16′ |
| 2.             | Prinzipalbass | 8′  |
| 3.             | Doppelflöte   | 8′  |
| 4.             | Gamba         | 8′  |
| 5.             | Octav         | 4′  |
| 6.             | Flöte         | 2′  |
| 7.             | Mixtur        |     |

| II. Manual C–f3 |                 |              |
| 8.              | Subbass         | 16′ (bis f0) |
| 9.              | Geigenprinzipal | 8′           |
| 10.             | Philomela       | 8′           |
| 11.             | Geigenprästant  | 4′           |
| 12.             | Flöte           | 4′           |

| Pedal C–f0        |
| (angehängt an II) |

- Koppeln: II/I, I/P